# Ordre national du Lion du Sénégal
L'ordre national du Lion du Sénégal est une décoration sénégalaise.
Plus haute distinction sénégalaise, l'ordre distingue en temps de paix, 15 ans de services civils ou militaires, ou 20 ans d'activités professionnelles. 
Le président de la république du Sénégal est, de droit, grand maître de l'ordre. Depuis 2012, le grand chancelier est le général Ousmane Ibrahima Sall.

## Histoire
L'ordre national du Lion du Sénégal fut fondé le 22 octobre 1960, année où le Sénégal a obtenu son indépendance.

## Classes
L'ordre se compose des classes de mérite suivantes : 
- grand-croix avec collier
- grand-croix
- grand officier
- commandeur
- officier
- chevalier

La classe spéciale grand-croix avec collier peut être concédée seulement aux autres chefs d'État étrangers en signe d'amitié.
| Barrettes | Barrettes | Barrettes  | Barrettes      | Barrettes   | Barrettes                |
| --------- | --------- | ---------- | -------------- | ----------- | ------------------------ |
| Chevalier | Officier  | Commandeur | Grand officier | Grand-croix | Grand-croix avec collier |

## Insignes
- Le pendentif de l'ordre est composé d'une étoile émaillée blanche à 5 rayons pommetés d'or, montée sur une étoile rayante en or. Au centre de l'étoile se trouve un médaillon d'or représentant un lion passant vers la gauche avec une étoile (symbole du Sénégal) entouré d'une bande amarante avec comme inscription le nom de l'ordre en lettres dorées. Le pendentif est attaché au ruban par l'intermédiaire par 2 palmes croisées d'argent.
- L'étoile reprend le même design que le pendentif à la différence que l'étoile rayonnante de fond est plus grande et de forme complètement circulaire.
- Le ruban est vert.

## Récipiendaires

### Nationaux
- Adams Tidjani, chevalier[2]
- Aminata Sow Fall, grand-Croix[3],[4]

### Étrangers
- Emmanuel Macron, grand-croix, président de la République française ;
- Didier Raoult, commandeur, professeur de médecine[5],[6] ;
- Michel Raingeard, commandeur, député français ;
- Noël Josèphe, commandeur, homme politique français ;
- Anne Hidalgo, chevalier, maire de Paris.